# Francistown
Francistown je město ve východní Botswaně. Tvoří distrikt město Francistown a je hlavním městem severovýchodního distriktu, blízko hranic se Zimbabwe. Má okolo 100 000 obyvatel.
Jedná se o druhé největší město Botswany, je zdejším centrem průmyslu a zemědělství (těžba zlata a stříbra). Ve Francistownu je letiště.

## Partnerská města
- Genk, Belgie